# Црква Светог Ђорђа у Жељуши
Црква Св. Ђорђа у Жељуши је споменик културе у селу Жељуша, општина Димитровград. Изграђена је највероватније у периоду после османске владавине. Најстарији споменици на гробовима поред Цркве могу да се читају и из њих се сазнаје да датирају још из 17. века. Она је тада била величине као и сада. Из њених темеља је израсло дрво ораха. Према предању ју је обновио такозвани Милан из Жељуше у 20. веку.
Црква је 1984. године проглашена за споменик културе.

## Изглед
Црква је једнобродна, са полукружном апсидом на источној страни док је кров обичан са црепом, без куполе.
Припрата је са свих страна подупрта дрвеним стубовима.
Унутар цркве је олтар одвојеним дрвеним гредама са различитим иконама без неког реда. Такође се налази и штампана икона са четири секције постављена у дрвени рам. У горњем десном кварталу приказан је Свети Јован Златоусти. Изграђена је од хромолитографије у Кијеву јуна 1911. године. На дрвеној бази се налазе две иконе од којих једна приказује Исуса са главом Јована Крститеља на послужавнику.

## Легенда
Милан из Жељуше је сањао да треба да оде и ископа дрво и да ће у корен тог стабла наћи престо цркве и да ће само тако његов болестан син оздравити. Недуго затим је почео откопавање. Однекуд се појавио снажан ветар који је пребацио стабло на другу страну потока. Тада је његов син оздравио. 
Према причи мештана, Милан је обећао да ће на том месту направити цркву те је то и урадио. После његове смрти је његова породица одржавала цркву.